# Team Sleep (альбом)
| Оценки критиков | Оценки критиков |
| Источник        | Оценка          |
| --------------- | --------------- |
| AllMusic        | [ 4 ]           |
| Pitchfork Media | (6.1/10)        |
| Sputnikmusic    | [ 6 ]           |
| Ultimate Guitar | [ 7 ]           |

Team Sleep (с англ. — «Групповой сон») — дебютный студийный альбом американской альтернативной рок-группы Team Sleep, выпущенный 10 мая 2005 года в США и 9 мая 2005 года в Европе на лейбле Maverick Records. Исполнительным продюсером альбома выступил Грег Уэллс (известный своими работами с такими исполнителями, как Руфус Уэйнрайт, американская инди-рок-группа Creeper Lagoon и Мика).
Альбом дебютировал на 52-м месте в чарте Billboard 200, разойдясь тиражом 18 159 копий за первую неделю.

## Предыстория альбома
Релиз дебютного альбома группы Team Sleep должен был быть в 2003 году, но из-за преждевременной утечки в интернет демоверсий песен выход альбома был отменён. Вскоре все музыканты ненадолго покинули группу, прежде чем объединиться и написать материал для нового альбома. Задержка в издании альбома отчасти была связана с разного рода проблемами и обязательствами с другими сторонними проектами (например, Чино Морено и его альтернативная метал-группа Deftones), вследствие этого выход релиза переносился неоднократно. Только в начале 2005 года был объявлен новый треклист альбома во всех штатах и на официальном сайте группы.

## Музыка и тексты песен
Некоторые песни, предоставленные на новом альбоме, представляют собой перезаписанные и изменённые версии более старых песен Team Sleep; например, песня «Ever (Foreign Flag)» является одной из первых и старых записей группы, которое носило название «Cambodia». Песня «Live from the Stage» является переделанной версией песни «Natalie Portman». Новая версия песни «King Diamond» включает в себя дополнительный вокал Мэри Тимони (Helium, Autoclave, Wild Flag), в отличие от старой версии песни. Композиция «Tomb of Liegia» является несколько изменённой версией песни «Liegia», в которой также участвует Мэри; текст песни основан на рассказе известного американского писателя Эдгара По под названием «Лигейя», а также немного на адаптации данного произведения, режиссёром которого является Роджер Корман.

## Художественное оформление
Дизайн обложки разработали фотограф Лайонел Делай и креативный директор Фрэнк Мэддокс (который участвовал в разработке обложки альбома Deftones White Pony в 2000 году).

## Список композиций
| №                   | Название                  | Автор(ы)                                                      | Продюсеры                 | Длительность |
| ------------------- | ------------------------- | ------------------------------------------------------------- | ------------------------- | ------------ |
| 1.                  | «Ataraxia»                | Чино Морено, Рик Верретт                                      | Team Sleep                | 3:17         |
| 2.                  | «Ever (Foreign Flag)»     | DJ Crook, Чино Морено, Тодд Уилкинсон                         | Грег Уэллс                | 2:51         |
| 3.                  | «Your Skull Is Red»       | Дэн Элкан, Зак Хилл, Чино Морено, Рик Верретт, Тодд Уилкинсон | Team Sleep                | 3:41         |
| 4.                  | «Princeton Review»        | DJ Crook, Роб Кроу, Тодд Уилкинсон                            | Грег Уэллс                | 5:08         |
| 5.                  | «Blvd. Nights»            | Зак Хилл, Чино Морено, Тодд Уилкинсон                         | Росс Робинсон, Team Sleep | 3:08         |
| 6.                  | «Delorian»                | DJ Crook, Тодд Уилкинсон                                      | Team Sleep                | 1:34         |
| 7.                  | «Our Ride to the Rectory» | DJ Crook, Роб Кроу, Чино Морено, Тодд Уилкинсон               | Грег Уэллс                | 4:40         |
| 8.                  | «Tomb of Liegia»          | DJ Crook, Мэри Тимони, Тодд Уилкинсон                         | Терри Дэйт                | 4:56         |
| 9.                  | «Elizabeth»               | Зак Хилл, Чино Морено, Рик Верретт, Тодд Уилкинсон            | Грег Уэллс                | 3:47         |
| 10.                 | «Staring at the Queen»    | DJ Crook, Тодд Уилкинсон                                      | Team Sleep                | 3:05         |
| 11.                 | «Ever Since WWI»          | Роб Кроу, Зак Хилл, Рик Верретт, Тодд Уилкинсон               | Грег Уэллс                | 3:30         |
| 12.                 | «King Diamond»            | DJ Crook, Чино Морено, Мэри Тимони                            | Терри Дэйт                | 3:45         |
| 13.                 | «Live from the Stage»     | Зак Хилл, Чино Морено, Тодд Уилкинсон                         | Росс Робинсон, Team Sleep | 5:29         |
| 14.                 | «Paris Arm»               | DJ Crook, Тодд Уилкинсон                                      | Team Sleep                | 1:43         |
| 15.                 | «11/11»                   | DJ Crook, Роб Кроу, Тодд Уилкинсон                            | Грег Уэллс                | 5:50         |
| Общая длительность: | Общая длительность:       | Общая длительность:                                           | Общая длительность:       | 56:31        |

## Участники записи

### Музыканты
- Роб Кроу — вокал («Princeton Review», «Our Ride to the Rectory», «Elizabeth», «11/11»)
- DJ Crook — программирование ударных («Ever (Foreign Flag)», «Princeton Review», «Delorian», «Our Ride to the Rectory», «Tomb of Liegia», «Staring at the Queen», «Ever Since WWI», «King Diamond», «11/11»), тёрнтейбл («Princeton Review», «Blvd. Nights», «Delorian», «Tomb of Liegia», «Staring at the Queen», «King Diamond», «Paris Arm», «11/11»), клавишные («Delorian», «Staring at the Queen», «Paris Arm»)
- Дэн Элкан — гитара («Your Skull Is Red»)
- Зак Хилл — барабаны («Your Skull Is Red», «Princeton Review», «Blvd. Nights», «Our Ride to the Rectory», «Elizabeth», «Ever Since WWI», «Live from the Stage», «11/11»), пианино («Your Skull Is Red»), большой барабан и ксилофон («Ever Since WWI»), фотограф
- Сонни Маюгба — гитара («Blvd. Nights»)
- Чино Морено — вокал («Ataraxia», «Ever (Foreign Flag)», «Your Skull Is Red», «Blvd. Nights», «Our Ride to the Rectory», «Ever Since WWI», «King Diamond», «Live from the Stage», «11/11»), гитара («Ever (Foreign Flag)», «Blvd. Nights», «Live from the Stage»), пианино и клавишные («Tomb of Liegia»)
- Мэри Тимони — вокал («Tomb of Liegia», «King Diamond»)
- Рик Верретт — бас-гитара («Ataraxia», «Blvd. Nights», «Our Ride to the Rectory», «Live from the Stage», «11/11»), гитара («Ataraxia»), клавишные («Ataraxia», «Your Skull Is Red», «Princeton Review», «Blvd. Nights», «Our Ride to the Rectory», «King Diamond»)
- Тодд Уилкинсон — гитара (все композиции, кроме «King Diamond»), клавишные («Your Skull Is Red», «Princeton Review», «Elizabeth»), бас-гитара («Princeton Review», «Elizabeth», «Ever Since WWI»), фотограф
- DJ C-Minus — программирование ударных («Ataraxia»)

### Производственный персонал
- Джон Баксигальюпи — звукорежиссёр, микширование, POC
- Терри Дэйт — продюсер («Tomb of Liegia», «King Diamond»)
- Майк Фрэйзер — звукорежиссёр
- Райан Хэдлок — звукорежиссёр
- Пит Робертс — звукорежиссёр
- Росс Робинсон — продюсер («Blvd. Nights», «Live from the Stage»)
- Брайан Скейбл — звукорежиссёр
- Team Sleep — продюсеры
- Хоуи Уайнберг — мастеринг
- Грег Уэллс — продюсер («Ever (Foreign Flag)», «Princeton Review», «Our Ride to the Rectory», «Elizabeth», «Ever Since WWI», «11/11»), пианино («Ever (Foreign Flag)»), микширование
- Эдж Уилхельм — звукорежиссёр, микширование
- Крис Вудхаус — звукорежиссёр, микширование
- Брэд Зефферен — звукорежиссёр
- Джо Зук — звукорежиссёр

### Арт-производство
- Лайонел Делай — дизайн обложки
- Flem — фотограф
- Фрэнк Мэддокс — креативный директор
- Памела Литтки — фотограф
- Гай Осири — A&R
- Крис Спанос — фотограф
- Ник Спанос — фотограф

## Позиции в чартах
| Чарт (2005-2024 гг.) | Позиция в чартах |
| -------------------- | ---------------- |
| Австралия (ARIA)     | 69               |
| Франция (SNEP)       | 160              |
| Венгрия (MAHASZ)     | 9                |
| Великобритания (OCC) | 91               |
| США Billboard 200    | 52               |